# Nuestra Señora del Congost

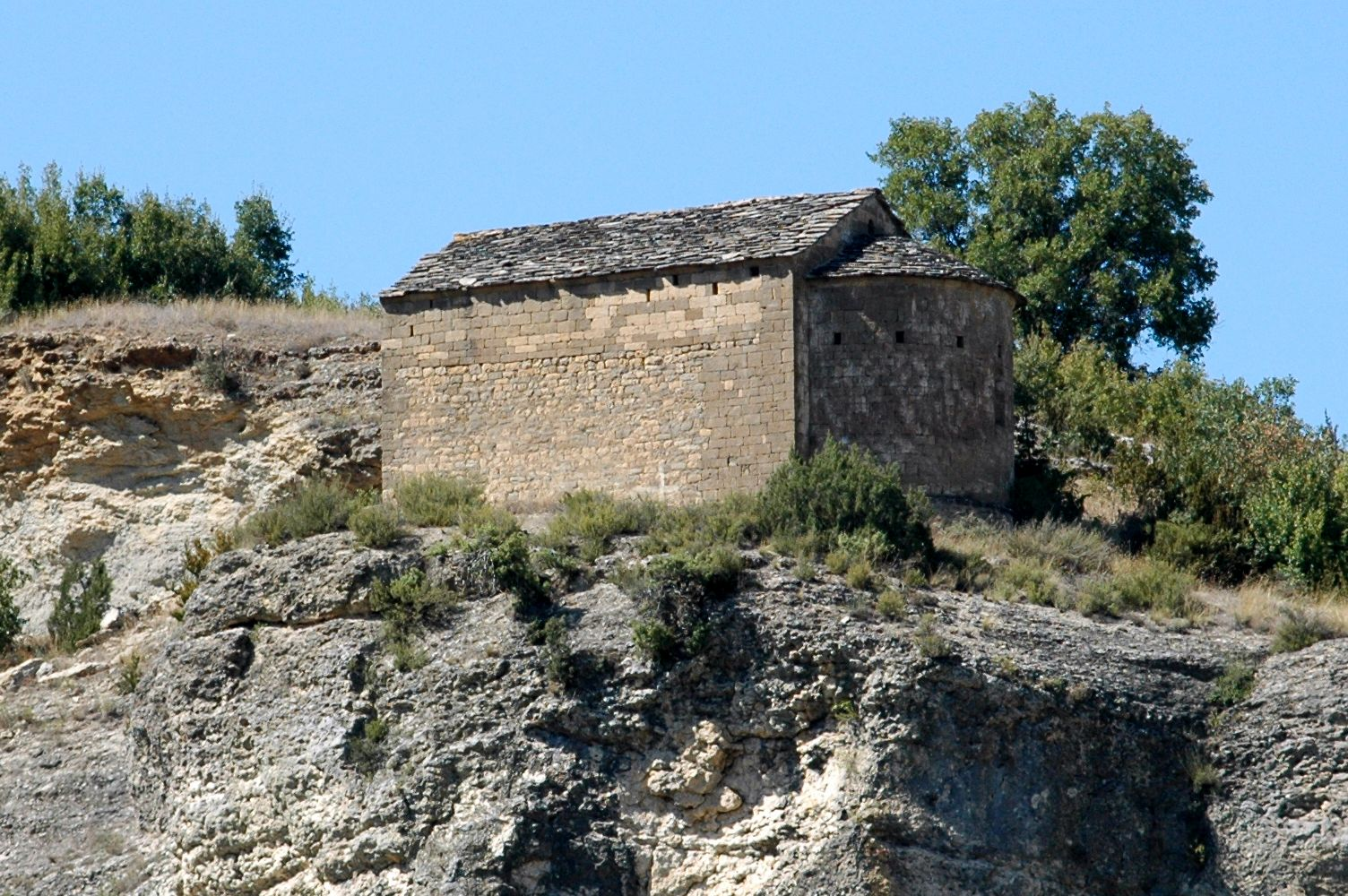
Nuestra Señora del Congost

Die Kirche Nuestra Señora del Congost (katalanisch Mare de Déu del Congost) in Viacamp y Litera, einer Gemeinde in der spanischen Provinz Huesca der Autonomen Region Aragonien, wurde im 11. Jahrhundert errichtet. Die im Ortsteil Chiriveta befindliche Kirche ist ein geschütztes Baudenkmal (Bien de Interés Cultural). Sie steht hoch über dem Fluss Noguera Ribagorzana.

## Beschreibung
Die der Gottesmutter geweihte Kirche gehörte zu einer Einsiedelei. Sie wurde im 11. Jahrhundert errichtet und nachdem sie verfallen war im 13. Jahrhundert wiederaufgebaut. Die Kirche ist einschiffig und schließt im Osten mit einem halbrunden Chor. Sie ist aus Quadersteinen gebaut undt mit Steinplatten gedeckt. An der Westfassade befindet sich ein schlichtes, rundbogiges Portal.